# 普特諾克區

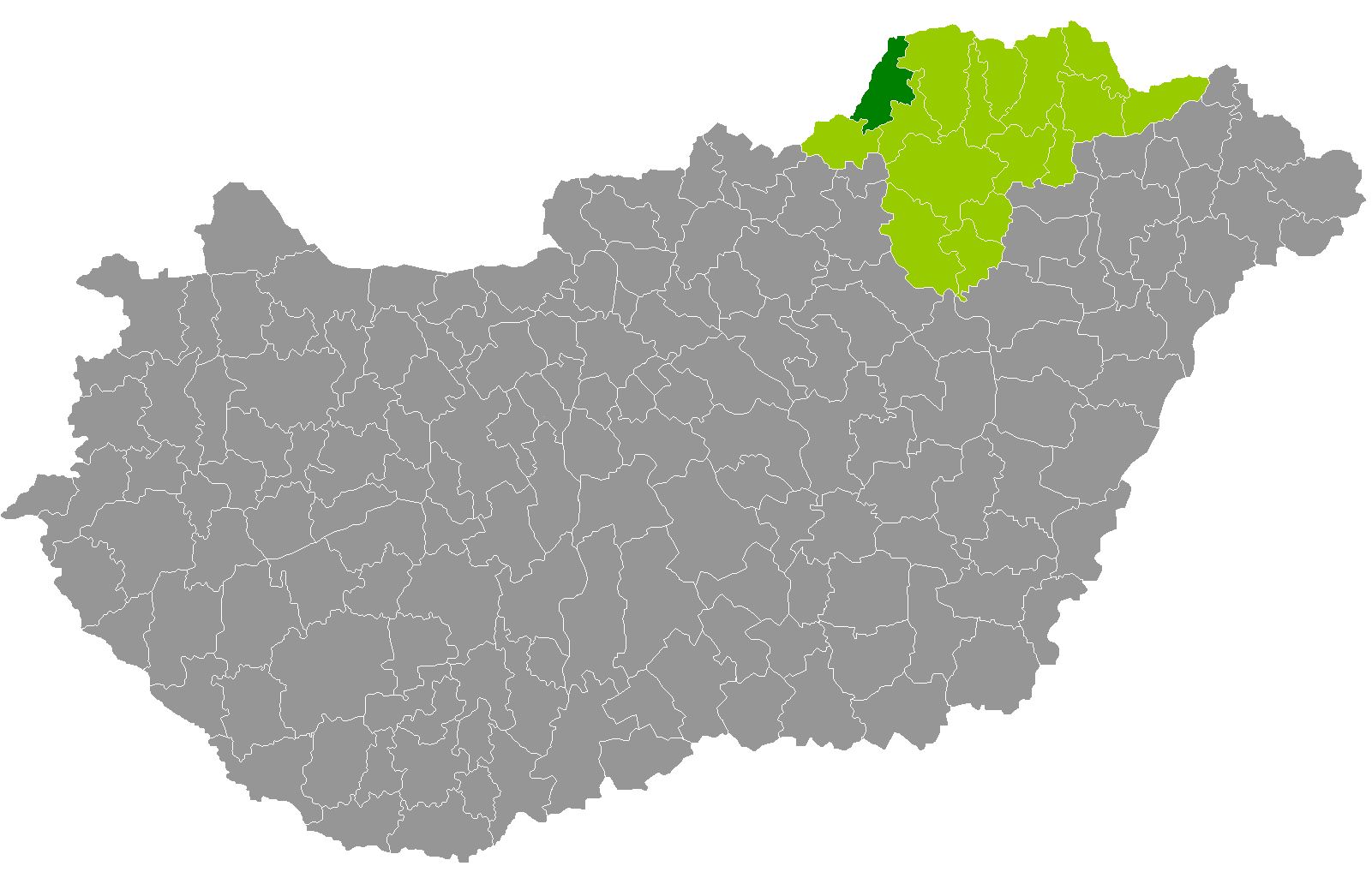

普特諾克區（匈牙利語：Putnoki járás），是匈牙利包爾紹德-奧包烏伊-曾普倫州的一個區，位於該國東北部，区府設於普特諾克，面積391平方公里，2011年人口19,290，人口密度每平方公里49人。